# Andrew Mehrtens
Andrew Philip Mehrtens, MNZM (* 28. April 1973 in Durban, Südafrika), ist ein ehemaliger neuseeländischer Rugby-Union-Spieler. Er galt als einer der besten Spieler auf der Position des Verbinders (Fly-half) seit der Professionalisierung Mitte der 1990er Jahre. Mehrtens spielte seit 2007 in Frankreich, zunächst beim RC Toulon später für Racing Métro 92. Zuletzt stand er bei AS Béziers unter Vertrag, wo er mittlerweile als Trainer tätig ist. In 70 Spielen für die All Blacks (die neuseeländische Nationalmannschaft) erzielte er 967 Punkte.

## Biografie
Mehrtens’ neuseeländische Eltern lebten in Südafrika und kehrten nach Neuseeland zurück, als er ein Jahr alt war. Er wuchs in Christchurch auf, spielte für die Junioren-Nationalmannschaften (U-19 und U-21) und wurde 1995 erstmals in den Kader der All Blacks berufen. Bei seinem ersten Länderspiel gegen Kanada erzielte er 28 Punkte, noch nie zuvor war ein Spieler bei seinem Ersteinsatz für die All Blacks so erfolgreich gewesen. Mehrtens nahm an der Weltmeisterschaft 1995 teil, bei der die Neuseeländer im Endspiel Gastgeber Südafrika unterlagen.
Bei der Weltmeisterschaft 1999 war er erneut einer der besten Spieler des Turniers, doch die favorisierten Neuseeländer unterlagen im Halbfinale den Franzosen und im Spiel um Platz 3 den Südafrikanern. Ein Formverlust und kleinere Verletzungen hatten zur Folge, dass Mehrtens nicht für die Weltmeisterschaft 2003 aufgeboten wurde. 2004 machte er ein Comeback in der Nationalmannschaft. Seit der Nichtberücksichtigung für die Spiele gegen die British and Irish Lions im Jahr 2005 hat er nicht mehr für die All Blacks gespielt. Die 967 Punkte, die er in 70 Länderspielen erzielte, waren zu diesem Zeitpunkt Rekord für einen neuseeländischen Nationalspieler. Daniel Carter übertraf diese Marke im November 2009.
Auch auf Vereinsebene gehört Mehrtens zu den erfolgreichsten Spielern überhaupt. Er war Schlüsselspieler der Crusaders in der internationalen Meisterschaft Super 12 (heute Super 14). Mit den Crusaders gewann er zwischen 1998 und 2002 fünf Mal den Meistertitel. Drei Mal war er mit der Canterbury Rugby Football Union auch in der nationalen Meisterschaft National Provincial Championship erfolgreich (1997, 2001 und 2004). Im Jahr 2005 wechselte Mehrtens nach England, wo er für die Harlequins in London spielt.
In der Saison 2007/2008 spielte Mehrtens für den französischen Zweitliga-Verein RC Toulon und schaffte mit diesem den Aufstieg. Im Anschluss daran wechselte er zu Racing Métro 92 erneut in die zweite französische Liga und stieg mit diesem Verein, der in der Saison 2007/2008 nur knapp am Aufstieg gescheitert war, im Jahr 2009 in die Top 14 auf. Mehrtens’ Vertrag wurde nach zwei Jahren nicht verlängert, woraufhin er zu Beginn der Saison 2010/11 zum Amateurverein AS Béziers wechselte. Der Dreijahresvertrag enthält eine Klausel, wonach er in den Trainerstab wechseln kann, wenn er sich zum Rücktritt als Spieler entscheidet. Diesen Schritt vollzog er Ende der Saison 2010/11.

## Erfolge
Nationalmannschaft:
- 70 Spiele mit den All Blacks
- 967 Punkte für die All Blacks
- Tri-Nations-Sieger: 1996, 1997, 1999, 2002
- Finalist WM 1995
- 4. Platz WM 1999

Vereine:
- Super 12-Sieger mit den Crusaders: 1998, 1999, 2000, 2002
- Super 12-Finalist: 2003, 2004, 2005
- 990 Punkte in der Super 12 (Rekord)
- NPC-Meister mit Canterbury RFU: 1997, 2001, 2004